# Indagine geoelettrica
Per indagini geoelettriche, o indagine geoelettrica s.s., ci si riferisce ad una serie di tecniche geofisiche le quali fanno utilizzo di correnti elettriche fatte appositamente circolare nel terreno per ricavare parametri che aiutano a meglio comprendere la stratigrafia del terreno e la presenza e distribuzione delle acque sotterranee.

## Il principio fisico
L'indagine si basa sulla legge di Ohm; in particolare, dalla prima legge di Ohm sappiamo che R=ΔV/I, dalla seconda sappiamo che R=ρ L/A dove L=lunghezza della resistenza ed A=Area, unendo le due abbiamo che ΔV/I= ρ L/A 
ΔV/I= ρ L/A chiamando L/A = k fattore geometrico 
ρ=  ΔV/Ik la resistività, ovvero quanto il materiale si oppone al passaggio della corrente si misura in Ω·m , il suo inverso la conducibilità si misura in S/m (siemens/metro). 
Le acque del sottosuolo sono ottimi conduttori, mentre le rocce sono molto isolanti quando sono intatte, quando sono fratturate l'acqua pellicolare crea un film intorno ad esse aumentandone la conducibilità. I terreni come le argille hanno un'altissima conducibilità in quanto sono sempre sature di H20.

## Strumentazione
La strumentazione è costituita da 4 elettrodi, due di corrente (chiamati A e B) e due di misura (chiamati M ed N detti anche elettrodi di potenziale). Dagli elettrodi di corrente viene immessa una corrente elettrica continua di intensità di corrente nota e fra gli elettrodi di potenziale viene ricavata la tensione misurata. 
La configurazione degli elettrodi è diversa a seconda del modello che si applica, le più usate sono: Wenner, Dipolo-dipolo, Schlumberger, a partire dalla configurazione è possibile calcolare il fattore geometrico k. 
Gli elettrodi sono collegati ad una centralina di acquisizione che esegue le misure di resistenza.